# Bernard Desmoulin
Pour les articles homonymes, voir Desmoulin.
Bernard Desmoulin, né le 30 avril 1953 à Toulouse, est un architecte français.

## Biographie
Bernard Desmoulin naît à Toulouse en 1953. Après des études au lycée Rocroy-Saint-Léon à Paris, il s'inscrit en maths sup puis s'oriente vers l'architecture. Sous les verrières du Grand Palais où est installée l'Unité Pédagogie n°7 (UP7) il suit l'enseignement de l'atelier d'Henri Ciriani. Après un intermède au service militaire, il retourne à l'école pour passer son diplôme. Il est DPLG en 1981. Il travaille à partir de cette année avec Michel Macary, associé français de Ieoh Ming Pei pour le projet du Grand Louvre. Cette collaboration le conduit à New York, aux Etats-Unis, pour travailler avec les équipes de l'agence Pei Cobb Freed & Partners. En 1984, il est lauréat des Albums de la Jeune Architecture décernés par le ministère de l'Équipement. Cette même année, il est admis pensionnaire de l'Académie de France à Rome où il aménage le salon d'honneur de la Villa Médicis.
Il fonde son agence en 1987. Il est l'architecte du Mémorial des guerres en Indochine à Fréjus, un projet nommé au Prix de l'Equerre d'Argent, et du Centre culturel français à Mexico en 1998 .
Architecte conseil de l'Etat (Guyane), il enseigne à l'ENSA Paris-Val de Seine depuis 1999. Il est médaillé d'argent de l'Académie d'architecture en 2000. Il est l'architecte du nouveau musée du pays de Sarrebourg en 2003. Il restructure en partie le musée des arts décoratifs de Paris en 2006 puis obtient le Prix de l'Équerre d'argent en 2009 pour le conservatoire de danse et de musique Léo-Delibes de Clichy.
Il prononce, le 18 janvier 2011, la Leçon inaugurale de l'École de Chaillot, à Paris. Il conçoit l'aménagement intérieur du Grand Commun du château de Versailles en 2012. En 2013, il réalise le centre d'art contemporain de Montreuil. En 2014, il obtient la rénovation et l'extension du Musée de Cluny à Paris. En 2020, il signe la halle des marchés et l'aménagement de la place Campinchi à Ajaccio.
Officier des Arts et des Lettres, il est élu en 2018 membre de l'Académie des beaux-arts,. Il est reçu sous la Coupole le 29 septembre 2021 par son confrère Aymeric Zublena, et prononce l'éloge de son prédécesseur, Yves Boiret.
Architecte de l'extension du Musée Matisse du Cateau-Cambrésis en 2019, il fait partie de l'équipe de Pierre-Antoine Gatier choisie en 2020 pour la rénovation de l'abbaye Saint-Vaast d'Arras.

## Projets
- 1985 : Aménagement du salon d'honneur de la Villa Médicis à Rome
- 1992 : Extension de la Salle Pleyel destinée à l'accueil des divas à Paris
- 1993 : Nécropole Nationale de Fréjus destinée aux soldats morts en Indochine
- 1997 : Espace de Méditation Œcuménique à la Nécropole de Fréjus
- 1998 : Transformation et Extension de l'ancienne Ambassade de France à Mexico en Centre Culturel Français
- 2000 : Réserves du Musée Rodin à Meudon
- 2003 : Musée de Sarrebourg
- 2006 : Restructuration partielle du Musée des Arts Décoratifs de Paris
- 2006 : Auditorium du Musée des Arts Décoratifs, Pavillon de Marsan du Musée du Louvre
- 2009 : Conservatoire Leo Delibes à Clichy
- 2009 : Pôle de restauration de l'ENSAM de Cluny (abbaye de Cluny)
- 2012 : Extension du collège Sainte Marie de Neuilly-sur-Seine
- 2012 : Grand Commun du Château de Versailles. Restructuration et aménagement contemporain (première phase)
- 2013 : Le 116, centre d'art contemporain à Montreuil
- 2014 : Conservatoire de Musique, de Danse et d'Art dramatique, rue du Charolais à Paris
- 2015 : Médiathèque de Saint-Maixent-l'Ecole
- 2016 : Ecole élémentaire à Ris-Orangis
- 2016 : Grand Commun du Château de Versailles. Restructuration et aménagement contemporain (seconde phase)
- 2017 : Salle de conférence du Grand Etang, Moulin de la Forge, Le Vaumain dans l'Oise
- 2017 : Centre de conservation et d'études de Lorraine à Metz
- 2018 : Extension, réhabilitation et restauration du Musée de Cluny à Paris
- 2020 : Halle des marchés et aménagement de la place Campinchi à Ajaccio, avec Orma.
- 2021 : Restructuration du Centre Culturel Chinois et restauration de l'hôtel particulier Montesquiou-Fezensac à Paris
- 2022 : Nouvel Hôpital Lariboisière (en association avec l'agence Brunet-Saunier Architectes) (première phase)
- 2023 : Restructuration et extension du Collège université de Reims

## Projets en cours
- Extension du musée Matisse au Cateau Cambrésis
- Restructuration des espaces de l'abbaye Saint-Vaast d'Arras avec Pierre-Antoine Gatier